# Trichotosia gowana
Trichotosia gowana är en orkidéart som först beskrevs av Rudolf Schlechter, och fick sitt nu gällande namn av S.Thomas, Schuit. och De Vogel. Trichotosia gowana ingår i släktet Trichotosia och familjen orkidéer.
Artens utbredningsområde är Sulawesi. Inga underarter finns listade i Catalogue of Life.